# Osbysjön
Osbysjön (Nederlandse vertaling: Osbymeer) is een meer in de Zuid-Zweedse provincie Skåne län. De grootste delen van de oevers van het meer bestaan uit bos. Aan de noordzijde van het meer ligt de plaats Osby.